# Rolando Cubela Secades
Rolando Cubela Secades (Cienfuegos, 19 gennaio 1932 – Miami, 23 agosto 2022) è stato un rivoluzionario cubano, veterano della Rivoluzione cubana.

## Biografia
Nel 1955 fu uno dei fondatori del Directorio Revolucionario Estudiantil (DRE) e più tardi ne fu il suo leader militare sulle montagne Escambray. Nel 1956 fece parte del commando del DRE che intendeva uccidere un membro del governo di Fulgencio Batista, Santiago Rey Perna: poiché però quest'ultimo era assente al momento dell'assalto, il gruppo cambiò obiettivo e assassinò Antonio Blanco Rico, capo dell'Intelligence militare cubana. Dopo l'attentato Cubela andò in esilio negli Stati Uniti, per poi tornare a Cuba nel 1958.
Poco dopo il rientro nell'isola, tentò di diventare leader del DRE ed entrò in contrapposizione con Eloy Gutiérrez Menoyo, che ambiva alla stessa carica. Essendo Cubela uno dei fondatori del gruppo - a differenza di Menoyo che vi era entrato da poco - fu lui a essere scelto come capo militare; di conseguenza Menoyo abbandonò il DRE e fondò il Secondo Fronte Nazionale dell'Escambray. Cubela prese parte alla Rivoluzione cubana dalla parte dei castristi e partecipò alla battaglia di Santa Clara, rimandendovi ferito non gravemente.
Fu promosso al grado di Comandante, il grado più alto dell'Esercito rivoluzionario cubano, in seguito al trionfo della Rivoluzione nel 1959; sempre nello stesso anno venne nominato viceministro della Difesa e capo della Federación Estudiantíl Universitaria. Successivamente divenne anche ambasciatore cubano presso l'UNESCO. Con lo pseudonimo di AM/LASH, a partire dall'estate del 1960 Cubela divenne un importante referente per la CIA e lavorò con essa in molti tentativi per uccidere Fidel Castro.
Si incontrò due volte a Parigi con l'agente della CIA Desmond Fitzgerald: nel secondo abboccamento, avvenuto nell'ottobre del 1963, ricevette una "penna avvelenata" con cui avrebbe dovuto uccidere il "Lider Maximo". I contatti tra Cubela e i servizi segreti statunitensi si conclusero, per ragioni di sicurezza, nel giugno del 1965. Qualche mese dopo, la sua copertura saltò e il 28 febbraio 1966 venne esautorato dai suoi incarichi, incarcerato e processato. 
Nel processo, non venne scoperte le sue attività pre-1964 - incluso l'affare della "penna avvelenata" - ma solo quelle relative al periodo 1964-1965. Dopo che Fidel Castro in persona intervenne presso la Corte per scongiurare il rischio di pena di morte, venne condannato a 25 anni di carcere. Nel 1979, dopo che Castro gli concesse la grazia, venne rilasciato e andò in esilio in Spagna dove lavorò come medico,. Successivamente si recò a Miami, dove morì 90enne per problemi cardiorespiratori.